# أرتيوم كابشوك
أرتيوم كابشوك (بالروسية:  Артем Капшук) مقدم برنامج بانوراما على قناة روسيا اليوم وهي قناة روسية ناطقة بالعربية موجهة للعالم العربي.

## بدايته
ولد الصحفي أرتيوم كابشوك في العاصمة الروسية موسكو، ودرس في جامعتها الحكومية في قسم اللغات واختص في علوم اللغات ودراسة الثقافات.
عمل في سفارة روسيا في مصر وبعدها عاد إلى موسكو وتابع العمل في وزارة الخارجية بقسم إدارة الشرق الأوسط وأفريقيا الشمالية وهذا أعطاه خبرة كبيرة ومعلومات غنية ووفيرة في دراسة السياسة العربية والشرق الأوسط.
انضم إلى فريق مذيعي قناة روسيا اليوم منذ تأسيسها في عام 2006. ويقدم برنامج بانوراما وهو برنامج حواري يناقش أبرز الأحداث في العالم.

## وصلات خارجية
ملف أرتيوم كابشوك الشخصي على موقع روسيا اليوم